# Sörby och Uteby
Sörby och Uteby är en bebyggelse på norra Tjörn i Valla socken i Tjörns kommun. Mellan 2015 och 2020 avgränsade SCB här en småort.